# Division 1 1947-48
La Division 1 1947-48 fue la décima temporada del fútbol francés profesional. Olympique de Marsella se proclamó campeón con 48 puntos, obteniendo su segundo título.

## Equipos participantes
| - Olympique Alès - AS Cannes - Lille OSC - Olympique de Marsella - FC Metz - SO Montpellier - FC Nancy - RC Paris - Red Star Olympique |  | - Stade de Reims - Stade Rennais UC - CO Roubaix-Tourcoing - AS Saint-Étienne - FC Sète - FC Sochaux-Montbéliard - Stade Français FC - RC Strasbourg - Toulouse FC |

## Tabla de posiciones
| Pos. | Equipo                    | Pts. | PJ | G  | E  | P  | GF | GC | Dif. | Clasificación         |
| ---- | ------------------------- | ---- | -- | -- | -- | -- | -- | -- | ---- | --------------------- |
| 1    | Olympique de Marsella (C) | 48   | 34 | 20 | 8  | 6  | 83 | 43 | +40  | Campeón de Liga       |
| 2    | Lille OSC                 | 47   | 34 | 20 | 7  | 7  | 82 | 51 | +31  |                       |
| 3    | Stade de Reims            | 46   | 34 | 20 | 6  | 8  | 73 | 34 | +39  |                       |
| 4    | AS Saint-Étienne          | 41   | 34 | 16 | 9  | 9  | 72 | 58 | +14  |                       |
| 5    | Stade Français FC         | 38   | 34 | 15 | 8  | 11 | 68 | 58 | +10  |                       |
| 6    | RC Strasbourg             | 37   | 34 | 13 | 11 | 10 | 82 | 58 | +24  |                       |
| 7    | RC Paris                  | 37   | 34 | 16 | 5  | 13 | 79 | 64 | +15  |                       |
| 8    | CO Roubaix-Tourcoing      | 37   | 34 | 15 | 7  | 12 | 62 | 60 | +2   |                       |
| 9    | FC Sochaux-Montbéliard    | 34   | 34 | 13 | 8  | 13 | 63 | 59 | +4   |                       |
| 10   | Stade Rennais UC          | 34   | 34 | 13 | 8  | 13 | 56 | 59 | −3   |                       |
| 11   | FC Metz                   | 30   | 34 | 13 | 4  | 17 | 70 | 82 | −12  |                       |
| 12   | FC Nancy                  | 30   | 34 | 11 | 8  | 15 | 49 | 64 | −15  |                       |
| 13   | Toulouse FC               | 29   | 34 | 13 | 3  | 18 | 50 | 62 | −12  |                       |
| 14   | AS Cannes                 | 29   | 34 | 10 | 9  | 15 | 47 | 66 | −19  |                       |
| 15   | SO Montpellier            | 28   | 34 | 10 | 8  | 16 | 42 | 67 | −25  |                       |
| 16   | FC Sète                   | 26   | 34 | 11 | 4  | 19 | 59 | 85 | −26  |                       |
| 17   | Olympique Alès (D)        | 25   | 34 | 7  | 11 | 16 | 49 | 79 | −30  | Descenso a Division 2 |
| 18   | Red Star Olympique (D)    | 16   | 34 | 6  | 4  | 24 | 30 | 77 | −47  | Descenso a Division 2 |

 Fuente: footballdatabase.eu
Notas:
1. ↑  Campeón de la Copa de Francia

## Resultados
| Local \ Visitante      | ALE | CAN | LIL | MAR | MET | MON | NAN | RCP | RED | REI | REN | ROB | SAE | SET | SOC | STF | STR | TOU |
| ---------------------- | --- | --- | --- | --- | --- | --- | --- | --- | --- | --- | --- | --- | --- | --- | --- | --- | --- | --- |
| Olympique Alès         | —   | 2–1 | 1–1 | 2–3 | 3–0 | 3–0 | 1–1 | 0–5 | 3–1 | 0–1 | 1–1 | 1–1 | 2–2 | 1–1 | 2–2 | 2–2 | 0–2 | 3–2 |
| AS Cannes              | 4–1 | —   | 0–2 | 0–2 | 1–1 | 1–1 | 2–1 | 4–4 | 1–0 | 0–4 | 5–2 | 1–1 | 0–3 | 1–2 | 3–0 | 2–0 | 2–2 | 1–0 |
| Lille OSC              | 5–2 | 3–0 | —   | 3–0 | 3–1 | 4–1 | 4–1 | 2–1 | 2–0 | 0–0 | 1–1 | 4–0 | 0–0 | 5–3 | 6–1 | 1–3 | 1–1 | 3–0 |
| Olympique de Marsella  | 8–0 | 2–1 | 4–1 | —   | 6–3 | 2–1 | 5–0 | 4–1 | 3–0 | 1–0 | 1–1 | 6–0 | 4–1 | 4–1 | 3–1 | 5–1 | 1–0 | 3–2 |
| FC Metz                | 4–4 | 1–1 | 6–2 | 0–1 | —   | 1–0 | 4–3 | 2–1 | 2–0 | 1–3 | 6–1 | 0–1 | 2–2 | 4–2 | 2–0 | 0–1 | 4–1 | 1–0 |
| SO Montpellier         | 1–3 | 0–2 |     | 1–0 | 5–2 | —   | 3–1 | 6–0 | 0–0 | 2–3 | 2–2 | 1–1 | 2–0 | 1–1 | 2–0 | 6–2 | 1–1 | 1–3 |
| FC Nancy               | 1–0 | 1–1 | 2–1 | 4–0 | 4–2 | 2–2 | —   | 1–3 | 5–1 | 1–2 | 1–0 | 0–4 | 4–0 | 2–0 | 2–1 | 0–0 | 3–0 | 0–0 |
| RC Paris               | 0–0 | 2–3 | 1–4 | 1–1 | 4–2 | 6–1 | 3–0 | —   | 2–1 | 2–1 | 2–4 | 2–1 | 2–2 | 7–1 | 2–1 | 1–5 | 4–2 | 2–0 |
| Red Star Olympique     | 3–1 | 3–2 | 1–2 | 2–2 | 0–1 | 3–4 | 2–0 | 1–3 | —   | 0–2 | 3–5 | 1–1 | 0–5 | 1–0 | 0–0 | 0–7 | 0–5 | 1–2 |
| Stade de Reims         | 1–0 | 3–0 | 2–2 | 3–0 | 4–2 | 1–0 | 5–0 | 2–2 | 1–0 | —   | 1–0 | 1–1 | 6–0 | 3–0 | 4–0 | 0–3 | 2–2 | 4–0 |
| Stade Rennais UC       | 4–1 | 0–0 | 4–2 | 1–1 | 0–2 | 4–1 | 0–0 | 2–0 | 1–0 | 1–0 | —   | 4–4 | 1–3 | 3–0 | 0–3 | 0–3 | 7–1 | 2–0 |
| CO Roubaix-Tourcoing   | 1–0 | 3–1 | 1–5 | 1–1 | 1–2 | 7–0 | 3–0 | 5–2 | 1–0 | 2–1 | 1–2 | —   | 0–3 | 2–4 | 3–1 | 1–0 | 3–2 | 1–3 |
| AS Saint-Étienne       | 3–3 | 2–0 | 8–3 | 3–2 | 3–0 | 2–2 | 2–0 | 1–4 | 4–1 | 3–2 | 1–0 | 1–2 | —   | 3–1 | 2–1 | 1–1 | 1–1 | 4–2 |
| FC Sète                | 2–4 | 4–0 | 1–2 | 1–3 | 2–1 | 0–1 | 4–3 | 3–2 | 1–2 | 4–2 | 2–0 | 1–5 | 4–2 | —   | 1–5 | 3–2 | 3–2 | 2–2 |
| FC Sochaux-Montbéliard | 2–0 | 5–1 | 1–2 | 2–2 | 4–3 | 1–0 | 2–2 | 3–2 | 0–1 | 0–3 | 2–0 | 5–1 | 2–2 | 2–2 | —   | 4–0 | 1–0 | 4–0 |
| Stade Français FC      | 3–1 | 1–4 | 1–1 | 1–1 | 7–1 | 4–1 | 2–3 | 0–1 | 4–0 | 2–1 | 3–1 | 0–2 | 2–1 | 4–1 | 2–2 | —   | 2–2 | 2–1 |
| RC Strasbourg          | 9–3 | 8–2 | 2–0 | 1–1 | 8–4 | 0–1 | 1–1 | 1–2 | 3–1 | 2–2 | 6–1 | 3–0 | 2–0 | 3–1 | 2–2 | 1–1 | —   | 3–1 |
| Toulouse FC            | 2–0 | 0–0 | 1–4 | 3–1 | 4–3 | 4–2 | 4–0 | 1–0 | 2–1 | 1–3 | 0–1 | 2–1 | 0–2 | 2–1 | 2–3 | 4–0 | 0–3 | —   |

Promovidos de la Division 2, quienes jugarán en la Division 1 1948/49:
- OGC Nice: Campeón de la Division 2
- SR Colmar: Subcampeón de la Division 2

## Goleadores
| #  | Jugador            | Nacionalidad    | Club                   | Goles |
| -- | ------------------ | --------------- | ---------------------- | ----- |
| 1  | Jean Baratte       | Francia         | Lille OSC              | 31    |
| 2  | Pierre Sinibaldi   | Francia         | Stade de Reims         | 25    |
| 3  | Boleslav Tempowski | Francia Polonia | Lille OSC              | 23    |
| 4  | Jean Grumellon     | Francia         | Stade Rennais UC       | 22    |
| 5  | Larbi Ben Barek    | Francia         | Stade Français FC      | 20    |
| -  | Desiré Koranyi     | Francia Hungría | FC Sète                | 20    |
| -  | Jozef Humpál       | Checoslovaquia  | FC Sochaux-Montbéliard | 20    |
| 8  | Georges Moreel     | Francia         | RC Paris               | 18    |
| 9  | Alphonse Rolland   | Francia         | RC Strasbourg          | 17    |
| 10 | Émile Bongiorni    | Francia         | RC Paris               | 16    |
| -  | Ernest Vaast       | Francia         | RC Paris               | 16    |
| 12 | René Bihel         | Francia         | Olympique de Marsella  | 15    |
| -  | Henri Baillot      | Francia         | FC Metz                | 15    |
| -  | René Guthmuller    | Francia         | FC Metz                | 15    |
| -  | Gustave Kemp       | Luxemburgo      | FC Metz                | 15    |
| -  | Pierre Bini        | Francia         | Stade de Reims         | 15    |
| -  | Claude Paillère    | Francia         | Stade Rennais UC       | 15    |
| -  | Antoine Rodriguez  | Francia         | AS Saint-Étienne       | 15    |